# Супер Джуниър
Супер Джуниър (на английски: Super Junior; на корейски: 슈퍼주니어) са южнокорейска поп група, която дебютира през 2005 година под S.M entertainment. Дебютират със сингъла „Twins“ на 8 ноември 2005 оттогава групата е станала една от най-известните мъжки групи в кей поп индустрията.
„Супер Джуниър“ се състои от 10 члена – Итък, Хичол, Йесънг, Шиндонг, Сънгмин, Ънхьок, Донхе, Шиуон, Рьоук, Кюхьон. През 2017 Сънгмин сключва брак и от тогава не активен.
Групата става известна след излизането на мега-хита им от 2009 „Sorry, Sorry“, която става изключително популярна в Източна Азия. Песента е най-продаваният им сингъл. Малко по-късно през годината Хан Генг и Кибум съобщават, че ще прекъснат връзката си със „Супер Джуниър“ като Хан Хенг осъжда компанията, а Кибум съобщава, че иска да се концентрира върху актьорската си кариера.
От 2010 година нататък членовете на групата започват да влизат в казармата.
След излизането на „Sorry, Sorry“ групата започва да набира все повече популярност с хитове като Bonamana, Mr.Simple, No other и други.
През 2012 групата прави последното си завръщане на сцената в следващите две години с албума Sexy, Free & Single като оглавява множество класации. През 2014 година групата пуска седмия си студиен албум Mamacita.
През 2015 групата издава специалния си албум Devil по случай 10 годишнината им на сцена. Тогава е установен техния лейбъл Label SJ, който е под компанията им SM Entertainment.

## Членове
Групата дебютира през 2005 с 12 члена: Итък, Хичол, Хан Генг, Йесънг, Кангин, Шиндонг, Сънгмин, Ънхюк, Донхе, Шиуон, Рьоук, Кибум. Шест месеца по-късно към тях се присъединява и Кьохьон. Поради големия си брой в началото групата е доста критикувана, но по-късно дебютират и други известни групи със състав повече от 6 члена и феновете привикват.
В края на 2009 Хан Генг подава оплакване в съда към лейбъла си за нарушени клаузи по договора като незпазено работно време, твърде тежки тренировки следствие на което е имал проблеми със здравето си и е поискал отпуска, която не е му е приета. След година съд двете страни се споразумяват, Генг се връща в родната си страна Китай, където води успешна кариера като певец и актьор като печели в категория Най-добро световно действие на наградите ЕмТиВИ през 2012.
След излизането на „Sorry, Sorry“ Кибум съобщава, че ще напусне бандата, за да се фокусира върху актьорската си кариера.
През 2008 е формирана още една група състояща се от Сънгмин, Ънхюк, Донгхе, Шиуон, Рьоук, Кюхьон като добавя два нови члена от китайски произход-Хенри Лау и Джоу Ми групата е наречена Супер Джуниър-ем (м за мандарин) и е първата група в Китай, която има за членове както и китайци така и корейци. Хенри и Джоу Ми са само част от бандата Супер Джуниър-ем.

## Кастинг, трейни години, дебют
През 2000 година започва набирането на различните членове. Ес Ем ентъртеймънт провежда прослушване в Китай, където е одобрен само Ханкюн. През същата година са одобрени също Итък, Йесънг, Ънхюк.
Сънгмин и Донхе стават трейнита през 2001 след като печелят конкурс в Сеул.
През 2002 Хичъл и Кангин също станали трейнита, заедно с Кибум, който е открит в Америка.
Раелок и Сиуон били открити през 2004 като печелят конкурс за пеене.
Шиндонг и Кюхьон станали трейнита като спечелили трето място същия конкурс като Сиуон и Раелок през 2005.
Трейни годините при всички протичат различно зависимост кога са открити. Най-кратко трейните са били Шиндонг и Кюхьон.
Дебютират през 2005 с песента „Twins“, която е в стил поп-рок. Песента се нарежда на трето място в класациите.
На 5 декември 2005 излиза и техния първи албум озаглавен „SuperJunior05 (Twins)“, постига успех като първата песен от албума „Miracle“
става номер едно радио хит. Достига 3-та позиция в класациите за най-продавани албуми с около 28 000 копия през първия месец. Общо са продадени около 100 000 копия. 

## 2006 – 2009:големия пробив
На 25 май 2006 (вече част от бандата е и Кьохьон) пускат сингъла „U“ като обявяват, че може да се изтегли безплатно от сайта им. Само за пет часа сингъла е свален над 400 хиляди пъти, общо около милион като става една от най-известните песни за 2006. С „U“ групата печели и първите си награди.
По-късно през 2006 се създават две нови групи-Супер Джуниър К.Р.Й (Super Junior-K.R.Y)състояща се от Кьохьон, Рьоук и Йесънг като дебютната им песен е за корейската драма Hyena.
Формира се също друга група Супер Джуниър-Т (Т за трот, музикален жанр) като членовете са 6-имата най-възрастни от бандата (без Йесънг) – Итък, Хичъл, Кангин, Шиндонг, Сънгмин, Ънхюк. Те издават първия си сингъл Rokuko през февруари 2007, който става хит номер 1 на 2007.
Втория албум на групата трябвало да бъде издаден в края 2006, но поради катастрофа, в която са ранени Кьохьон, Шиндонг и Итък албума е издаден чак през септември 2007.
Сутриннта на 19 април 2007 Кьохьон, Шиндонг и Итък заедно с двама управители са отведени в болницата. Най-сериозно пострадалият е Кьохьон, който е с много фрактури на ребрата, тазобедрената става, както също и наранени бели дробове, които за да се оправят ще трябва да му се направи разрез в гърлото, което ще му попречи на певческата кариера, след като научава баща му категорично отказва, дори ако трябва да умре. Прекарва 4 дни в кома, после 6 дни в интензивното, след общо 78 дни лечение е изписан от болницата.

Втория им албум „Don't Don“ е издаден на 20 септември 2007, като още през първия ден са продадени 60 хиляди копия и албума дебютира на първо място в редица корейски и тайвански класации. Става втория албум на годината. Реализират се два клипа.
Първото турне на момчетата е започнало на 22 февруари 2008, постига успех като продава над 12 хиляди билета след два дена среща с феновете в Япония. След успеха си пускат японска версия на „U“ като правят нов рекорд-първия корейски сингъл, който достига до топ 10 на класацията Japan's Oricon Weekly Chart
Супер Джуниър реализират третия си студиен албум „Sorry, Sorry“ на 12 март 2009. Албума постига огромен успех, след като само след месец от датата на издаване става най-продавания албум в Корея за годината.
Песента „Sorry, Sorry“ става най-продавания им сингъл и постига интернационален успех. Задържа се на 1 място за 37 седмици в тайванската кей поп класация и 10 в Южна Корея.
След успеха на „Sorry, Sorry“ те започват второто си турне – Super Show 2 на 17 юли 2009.

## Bonamana, Mr. Simple
След големия им пробив, промените в състава освен, че Хан Генг и Кибум напускат групата Кангин обявява, че напуска групата за 2 години поради дълга си в казармата. Пред май 2010 компанията пуска техния 4 студиен албум „Bonamana“. Общо продадени 30 хиляди копия, става най-добрия албум в Южна Корея за 2010. Албума постига по-голям успех в Тайван като чупи предишния им рекорд със „Sorry, Sorry“ и се задържа в корейската-японска класация на първо място за 61 седмици.
Реализират се три версии на албума-А, В, С.
Версия А включваща 11 песни или оригиналната версия на албума, версия В включваща снимки по време на турнетата им и версия С включваща 3 нови песни.
След този голям успех за „Bonamana“ те обявяват своето 3-то турне-Super Show 3, което се провежда през 2010 – 2011.
През февруари в кината излиза 3D версия на Super Show 3 като постига отново огромен успех и става най-продавания 3D филм в Южна Корея. 
На 3 август 2011 година излиза новия им албум „Mr.Simple“, който дебютира на първо място в класацията „Gaon“ с продадени 287 427 копия заема първо място за следващите две седмици. Общо до октомври са продадени повече от 400 000 копия. Достига до номер 3 в американската класация „Billboard World Albums Chart“.
Заглавната песен „Mr.Simple“ печели най-добро завръщане в „M!Countdown“.
През септември Хичъл обявява, че ще напусне групата, за да изпълни дълга си към родината. Уволнен е от казармата на 30 август 2013.

По-късно през годината, за да се промотира нови им албум бандата тръгва на четвъртото си турне като за първи път посещават страна от
Европа и стават първата корейска банда изнасяла самостоятелен концерт във Франция.
Същата година бандата печели много отличия от различни азиатски награди като „Golden Disk Awards“ и „Seoul Music Awards“

## Sexy, free and single, Hero
На 4 юни 2012 година бандата реализира шестия си студиен албум „Sexy, Free & Single“, като в него взема участие и Кангин.
Албума повтаря успеха на „Mr.Simple“ като заема същите места в американската и корейската класация
Заглавната песен „Sexy, Free & Single“ и клипа и са реализирани на 1 юни 2012. Хореографа е Дейвид Джейминсън, който е работил с известни американски артисти като Майкъл Джексън, Хилари Дъф, Бритни Спиърс и Ъшър както и хореограф на БоА, Шайни и др. 
Песента заема 3 място и в „Billboard Words Album“ Албума оглавява още класациите на Gaon, Hanteo и др. с над 495 867 общо продадени копия.
От наградите МАМА Супер Джуниър печелят за Албум на годината, „Най-добра международна група-мъжка“ и „Best Line award“.
През 2013 година не планират завръщане на корейската поп сцена с албум, но дебютират за първи път в Япония с албума Hero, като още след първия ден оглавява Oricon Daily Chart  Реализира се и видеоклип.
Йесънг публично заявява, че ще изпълнява служебния си дълг в следващите две години.
Тяхното световно турне започва на 23 март 2013 от Корея, като това шоу включва и държави от няколко южноамерикански страни като Перу, Аржентина и Бразилия.

## Mamacita и SS6
7-ия студиен албум Mamacita излиза на 29 август.След 3 дни оглавява „Billboard's World Albums chart“. Тяхното турне Super Show 6 започва на 19 септември в Сеул, Южна Корея.

## Дискография

### Студийни албуми

#### Корейски
- Twins (2005)
- Don't Don (2007)
- Sorry, Sorry (2009)
- Bonamana (2010)
- Mr. Simple (2011)
- Sexy, Free & Single (2012)
- Mamacita (2014)
- Devil (2015)
- Play (2017)
- Time slip (2019)

#### Японски
- Hero (2013)

### Live албуми
- Super Show Concert Album (2008)
- Super Show 2 Concert Album (2009)
- Super Show 3 Concert Album (2011)
- Super Show 4 Concert Album (2013)

### Сингли

#### Корейски
- Twins (Knock Out) (2005)
- Miracle (2006)
- U (2006)
- Dancing Out (2006)
- Happiness (2007)
- Don't Don (2007)
- Marry U (2007)
- Sorry, Sorry (2009)
- It's You (2009)
- Bonamana (2010)
- No Other (2010)
- Mr. Simple (2011)
- Superman (2011)
- A-CHa (2011)
- Santa U Are The One (2011)
- Sexy, Free & Single (2012)
- SPY (2012)
- Mamacita (2014)
- This Is Love (2014)
- Devil (2015)
- Magic (2015)
- One more chance (2017)
- Black suit (2017)
- Lo siento feat. Leslie Grace (2018)
- One more time (Otra vez) X REIK (2018)
- Show (2019)
- Somebody new (2019)
- The crown (2019)
- I think I (2019)
- Super clap (2019)
- 2YA2YAO (2020)

#### Японски
- U / Twins (2008)
- Marry U (2008)
- Bijin (Bonamana) (2011)
- Mr. Simple (2011)
- Opera (2012)
- Sexy, Free & Single (2012)
- Blue World (2013)
- Mamacita – Ayaya (2014)

## Турнета
- The 1st Asia Tour – „Super Show“ (2008 – 2009)
- The 2nd Asia Tour – „Super Show 2“ (2009 – 2010)
- The 3rd Asia Tour – „Super Show 3“ (2010 – 2011)
- Super Junior World Tour – „Super Show 4“ (2011 – 2012)
- Super Junior World Tour – „Super Show 5“ (2013 – 2014)
- Super Junior World Tour – „Super Show 6“ (2014 – 2015)
- Super Junior World Tour – „Super Show 7" (2017 – 2019)
- Super Junior World Tour – „Super Show 8" (2019 – 2020)
- Super Junior World Tour – „Super Show 9" (2022 - настояще)